# Notostigma foreli
Notostigma foreli är en myrart som beskrevs av Carlo Emery 1920. Notostigma foreli ingår i släktet Notostigma och familjen myror. Inga underarter finns listade i Catalogue of Life.

## Bildgalleri

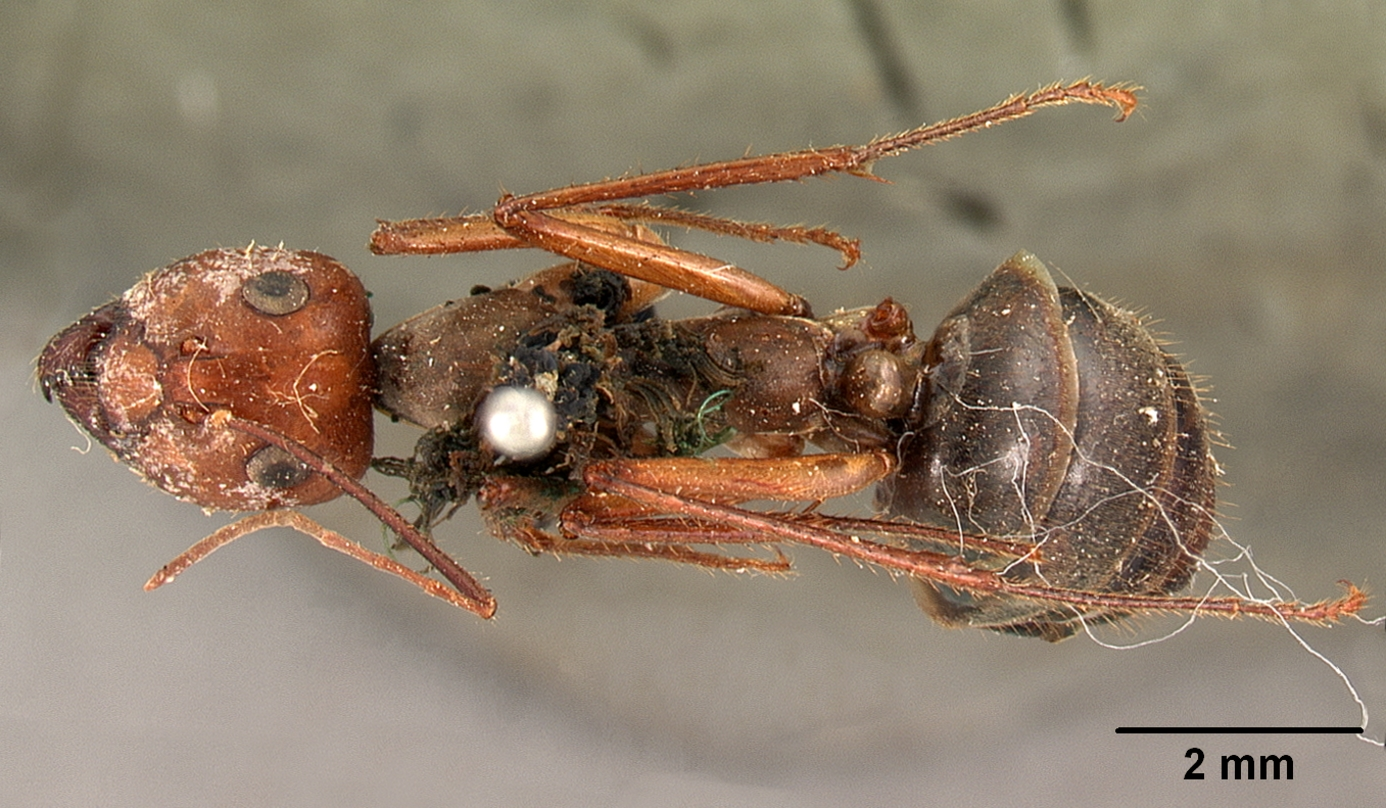
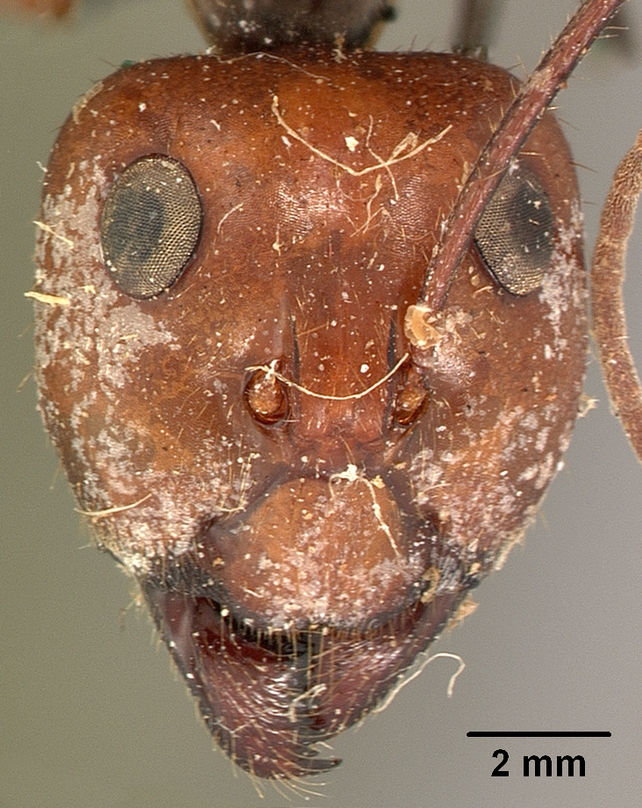
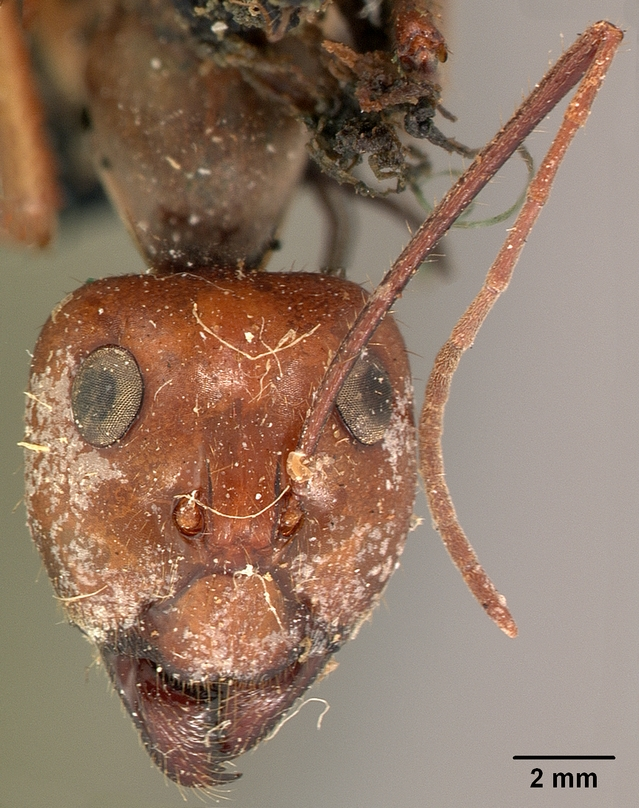
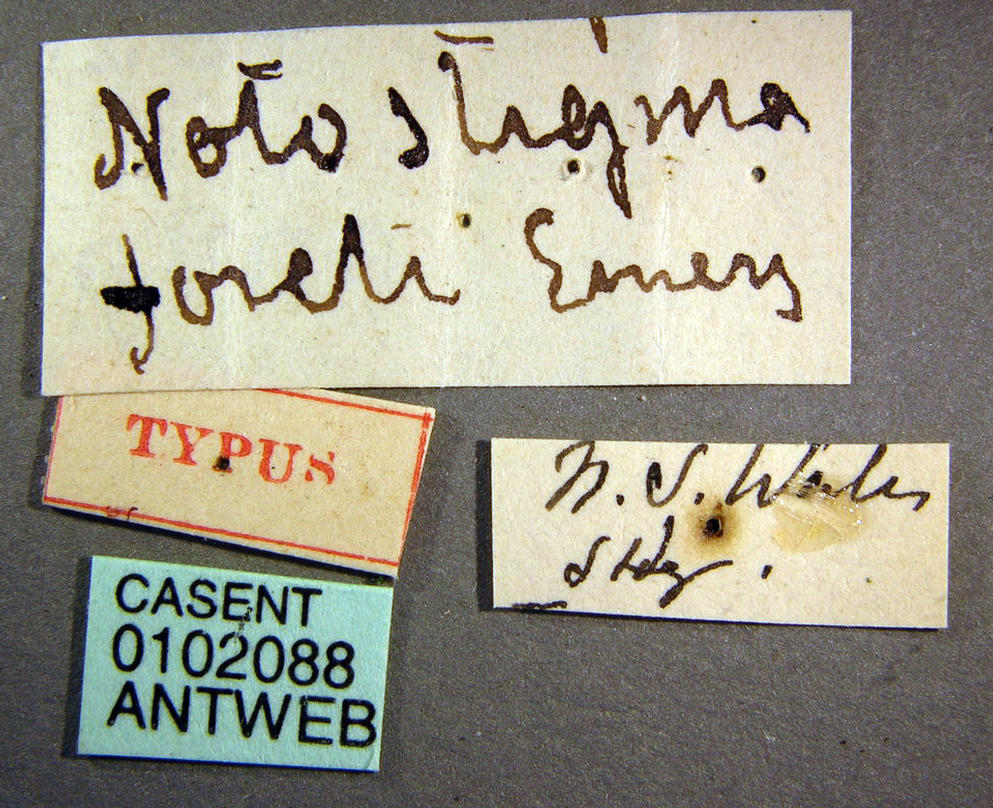
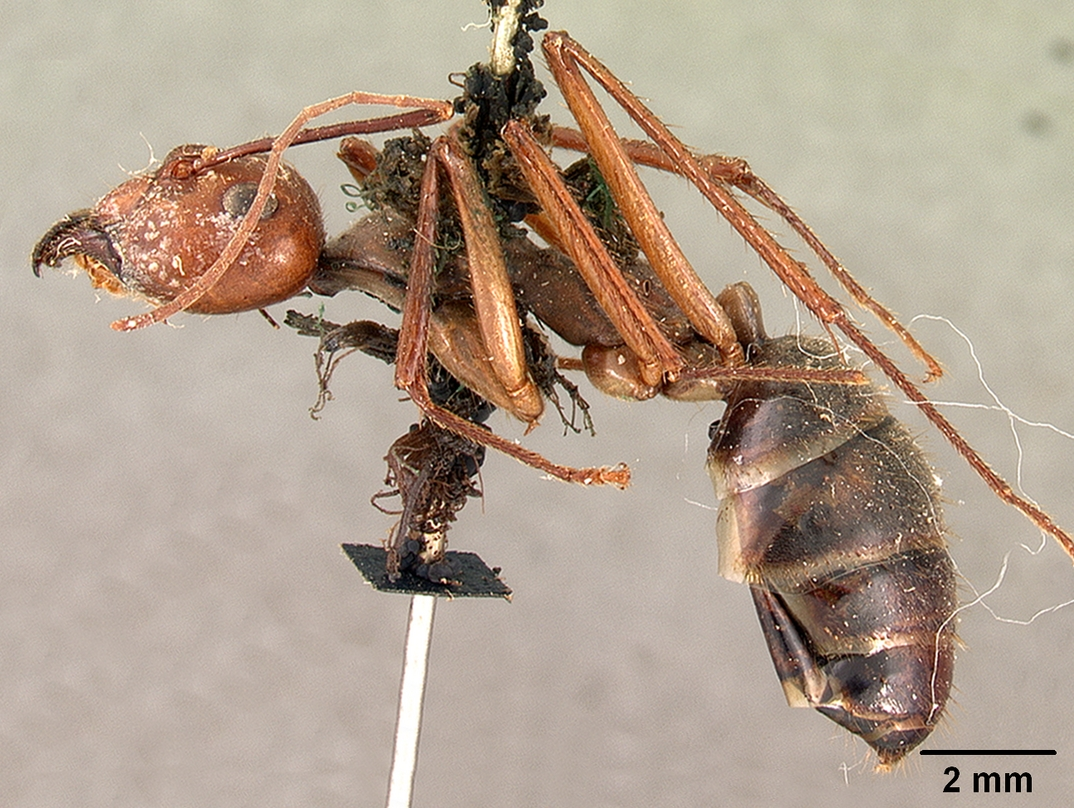
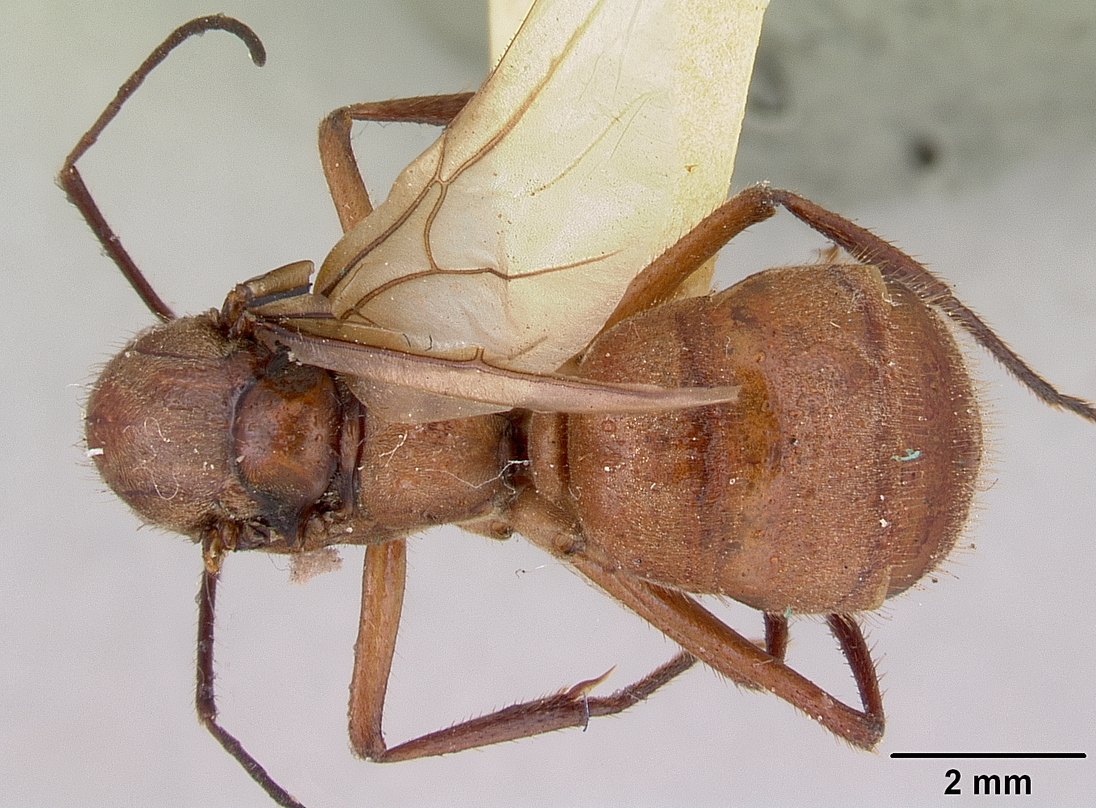